# 薩米特 (阿肯色州)
薩米特（英語：Summit）是一個位於美國阿肯色州馬里昂縣的城市。

## 地理
薩米特的座標為36°15′01″N 92°41′15″W / 36.25028°N 92.68750°W，而該地的平均海拔高度為261米（即856英尺）。

## 人口
根據2020年美國人口普查的數據，薩米特的面積為3.12平方千米，皆為陸地。當地共有人口544人，而人口密度為每平方千米174人。